# Hessenlied
Das Hessenlied ist die Hymne des deutschen Bundeslandes Hessen. Es zählt zu den im deutschsprachigen Raum zahlreich verbreiteten Regionalhymnen. Ob das Lied ein offizielles Staatssymbol ist, das durch § 90a StGB besonderen Schutz gegen die Verunglimpfung des Staates und seiner Symbole genießt, ist offen.

## Entstehungsgeschichte
Das Hessenlied entstand wie die meisten Werke seiner Art in der Wilhelminischen Ära. Die Melodie zum Hessenlied komponierte der aus Besse stammende Kasseler Musiklehrer Albrecht Brede. Den dazugehörenden Text verfasste der zu seinen Lebzeiten recht bekannte Lyriker Karl Preser.
Das Lied erfuhr zunächst nur als eines von vielen der zeittypischen Chorwerke patriotischer Prägung Verbreitung, da im Großherzogtum Hessen bereits eine amtliche „Fürstenhymne“ existierte und im kurhessischen Teil der preußischen Provinz Hessen-Nassau bei offiziellen Anlässen die preußische Hymne angestimmt werden musste. Erst nach Ende der Monarchie und Gründung des Volksstaates Hessen im Jahre 1919 erlangte das Lied ganz allmählich den Charakter einer semi-offiziellen Hymne und wurde durch die Aufnahme in Schulliederbücher einer breiteren Öffentlichkeit bekannt.
In der Zeit des Nationalsozialismus kam das von einem heiteren, naturbezogenen und defensiven Patriotismus getragene Hessenlied als nicht ideologiekonform außer Gebrauch. Erst im Jahre 1951 entsann sich der neugewählte hessische Ministerpräsident Georg-August Zinn des Liedes und propagierte die Verwendung des Stücks als hessische Landeshymne. Hintergrund waren die umfangreichen Bemühungen Zinns, dem Bundesland Hessen, das nach 1945 aus mehreren historisch und gesellschaftlich sehr unterschiedlich entwickelten Regionen künstlich zusammengefügt war, eine gemeinsame Identität zu verschaffen. Anders als viele im gleichen Kontext entstandene Ideen Zinns, insbesondere der Hessentag als Landesfest, wurde das Hessenlied bei der Bevölkerung nie wirklich populär. Auch eine in den 1950er Jahren begonnene, jahrzehntelang fortgeführte Aktion der Hessischen Landeszentrale für politische Bildung, welche die Notenausgabe des Hessenliedes in großen Auflagen kostenlos an Schulen und andere Einrichtungen verteilte, konnte daran nichts ändern.
Im Repertoire vieler hessischer Chöre ist das Hessenlied bis heute zu finden.
Der Hessische Rundfunk hat eine Popversion des Hessenliedes aufgenommen. Interpreten sind die beiden HR-Moderatoren Anna Lena Dörr und Tobias Kämmerer.

## Text
Zu den Besonderheiten des Hessenlieds zählt der Umstand, dass keine einheitliche, allgemein anerkannte Textversion existiert. So kursierten bereits in der Kaiserzeit mehrere abweichende, teils regional gefärbte Varianten, die alle Preser als Verfasser anführen, so dass die Rekonstruktion einer „Urfassung“ schwierig erscheint. In den amtlichen Notenausgaben der 1950er Jahre wurde bisweilen eine gezielt abgeänderte Fassung verbreitet, in der die religiösen Elemente entfernt waren, die aber einen Fehler im Reimschema aufwies. Die nachfolgende Textversion ist die in Chorausgaben gebräuchliche Variante ohne regionale Bezüge. Die dritte und vierte Strophe entsprechen dem im Internetauftritt der Hessischen Landeszentrale für politische Bildung abrufbaren Text.
 1. Ich kenne ein Land, so reich und so schön,

 voll goldener Ähren die Felder.

 Dort grünen im Tal bis zu sonnigen Höh’n

 dufthauchende, dunkele Wälder.

 Dort hab’ ich als Kind an der Mutter Hand

 in Blüten und Blumen gesessen.

 Grüß’ Gott dich, du Heimat, du herrliches Land.

 Grüß’ Gott dich, mein liebes Land Hessen!

 2. Den Burgen auf ragenden Höhen mein Gruß,

 den Wäldern im Morgenrotstrahle,

 den Strömen, die eherner Felsklippen Fuß

 wild rauschend umspülen im Tale!

 Grüß’ Gott, wo ich einst an des Bächleins Strand

 in Blüten und Blumen gesessen.

 Grüß’ Gott dich, du Heimat, du herrliches Land,

 Herz Deutschlands, mein blühendes Hessen!

 3. Dein Stamm, den die Urflut der Zeiten gebar,

 hat fest in den Stürmen gestanden

 und tapfer getrotzt der Geschicke Gefahr,

 wenn and’re schon zitternd sich wanden.

 So wollen wir schirmen mit Hammer und Schwert

 dich Hort, dessen Wert kann ermessen

 kein Feind, der dir zornig den Frieden verwehrt:

 Dein Schild sind wir, starkes Land Hessen!

 4. Mag unsere Frist auch im Traume verweh’n

 und stürzen, was wir dir gegeben,

 wirst du doch den Morgen der Ewigkeit seh’n,

 wirst Mutter sein strahlendem Leben,

 denn stolz loht im Herzen der Enkel der Brand,

 den einst uns’re Ahnen besessen:

 Gott grüße dich, Heimat, der Seligkeit Pfand:

 unsterbliches Vaterland Hessen!
Von der Hessischen Landesregierung wird nachfolgende Version veröffentlicht, die den erwähnten Fehler aufweist: das anstelle von „Hessen“ verwendete Wort „Hessenland“ am Ende der letzten Zeilen beider Strophen fügt sich nicht ins Versmaß und reimt sich nicht auf „gesessen“, passt aber besser zur Melodie.
 1. Ich kenne ein Land, so reich und so schön,

 voll goldener Ähren die Felder.

 Dort grünen im Tal bis zu sonnigen Höh’n

 viel dunkele, duftige Wälder.

 Dort hab’ ich als Kind an der Mutter Hand

 in Blüten und Blumen gesessen.

 Ich grüß’ dich, du Heimat, du herrliches Land.

 Herz Deutschlands, mein blühendes Hessenland.

 2. Vom Main bis zur Weser, Werra und Lahn

 ein Land voller blühender Auen,

 dort glänzen die Städte, die wir alle sahn,

 sind herrlich im Lichte zu schauen.

 Dort hab ich als Kind an der Mutter Hand

 in Blüten und Blumen gesessen.

 Ich grüß dich, du Heimat, du herrliches Land.

 Herz Deutschlands, mein blühendes Hessenland.